# USS Saipan (CVL-48)
USS Saipan (CVL-48/AVT-6/CC-3) là một tàu sân bay hạng nhẹ của Hải quân Hoa Kỳ, là chiếc dẫn đầu của lớp Saipan vốn còn bao gồm chiếc Wright. Nó là chiếc tàu chiến đầu tiên được đặt cái tên này, theo tên trận Saipan trong Thế Chiến II. Nó chỉ phục vụ như một tàu sân bay trong một thời gian ngắn trước khi được xếp lại lớp như một tàu chỉ huy vào năm 1963, rồi như chiếc tàu chuyển tiếp liên lạc chủ lực Arlington (AGMR-2) vào năm 1965. Nó ngừng hoạt động vào năm 1970 và bị bán để tháo dỡ vào năm 1976.

## Thiết kế và chế tạo
Saipan được đặt lườn vào ngày 10 tháng 7 năm 1944 tại xưởng tàu của hãng New York Shipbuilding Corporation ở Camden, New Jersey. Nó được hạ thủy vào ngày 8 tháng 7 năm 1945, được đỡ đầu bởi Bà John W. McCormack, và được đưa ra hoạt động vào ngày 14 tháng 7 năm 1946 dưới quyền chỉ huy của Thuyền trưởng, Đại tá Hải quân John G. Crommelin.

## Lịch sử hoạt động

### Các hoạt động ban đầu
Được đưa ra hoạt động mười một tháng sau khi Chiến tranh Thế giới thứ hai chấm dứt, Saipan tiến hành huấn luyện học viên phi công hải quân ngoài khơi Pensacola, Florida từ tháng 9 năm 1946 đến tháng 4 năm 1947. Được điều về cảng nhà mới Norfolk, Virginia, nó rời vịnh Mexico tham gia các đợt tập trận tại vùng biển Caribbe rồi tiếp tục đi đến Xưởng hải quân Philadelphia để đại tu. Đến tháng 11, nó quay trở lại Pensacola, nhưng vào cuối tháng 12, sau một lượt huấn luyện học viên mới, nó quay trở lại khu vực bờ Đông để phục vụ cùng Lực lượng Phát triển Chiến thuật.
Tuy nhiên, vào tháng 2 năm 1948, các công việc về kỹ thuật hoạt động máy bay phản lực, chiến thuật hỗ trợ tàu sân bay và đánh giá thiết bị điện tử của nó tạm ngưng trong một thời gian ngắn. Từ ngày 7 đến ngày 24 tháng 2, nó đưa các đại biểu của Hoa Kỳ đi dự lễ nhậm chức của Tổng thống Venezuela. Sau khi quay trở về, nó tiến hành các hoạt động tại chỗ ngoài khơi Virginia Capes, và vào tháng 4, sau một chuyến viếng thăm Portsmouth, New Hampshire, nó quay trở lại các hoạt động của Lực lượng Phát triển Chiến thuật. Vào ngày 18 tháng 4, nó thay phiên cho tàu sân bay hộ tống Mindoro (CVE-120) trong vai trò soái hạm của Đội tàu sân bay 17.

### Liên đội Tiêm kích 17A

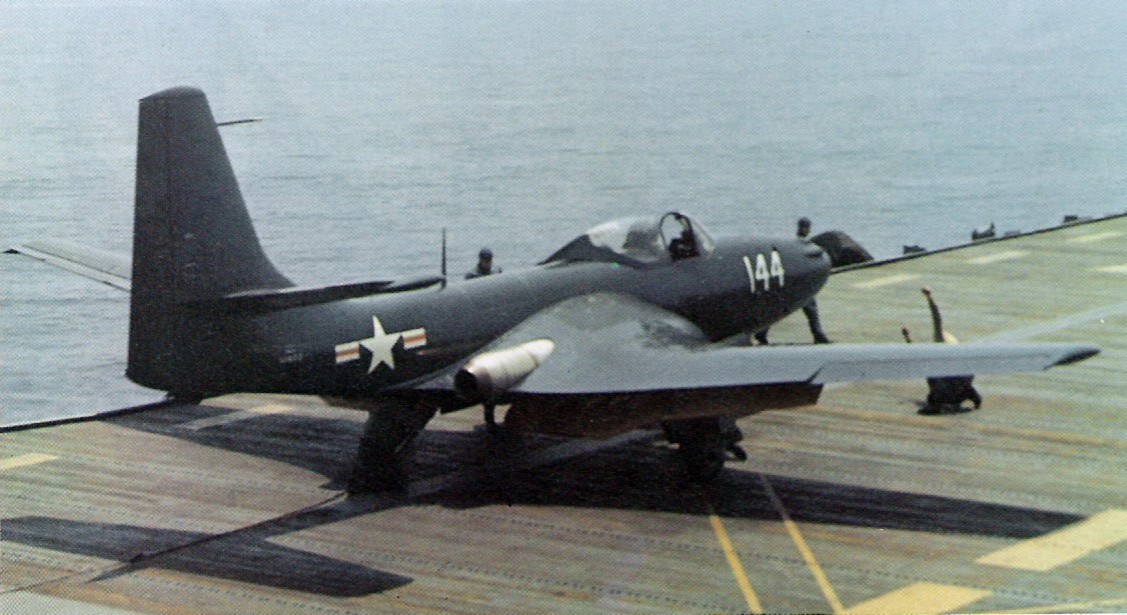
Máy bay FH-1 Phantom thuộc Liên đội VF-17A trên USS Saipan, tháng 5 năm 1948.

Vào ngày 19 tháng 4 năm 1948, Saipan khởi hành từ Norfolk để đi đến Quonset Point, Rhode Island, nơi mà vào ngày 3 tháng 5 nó nhận lên tàu Liên đội Tiêm kích 17A. Ba ngày sau, mọi phi công thuộc liên đội đạt chuẩn nhận tàu sân bay đối với kiểu máy bay tiêm kích phản lực FH-1 Phantom. Liên đội VF-17A trở thành liên đội máy bay phản lực đầu tiên hoạt động trên tàu sân bay.
Quay trở lại Norfolk vào cuối tháng, Saipan được cất khỏi trách nhiệm soái hạm đội tàu sân bay, và vào tháng 6 nó quay trở lại vùng biển ngoài khơi New England, rồi đến tháng 7 được đại tu tại Norfolk. Đến tháng 12, nó quay lại các hoạt động tại chỗ. Vào ngày 24 tháng 12, nó nhận lên tàu hai chiếc máy bay trực thăng kiểu mới nhất XHJS-1 và ba máy bay trực thăng HRP-1 của lực lượng Thủy quân Lục chiến rồi đi lên phía Bắc hướng đến Greenland để trợ giúp vào việc giải cứu mười một thành viên của đội bay bị rơi trên đảo băng này. Khởi hành từ Norfolk vào ngày Giáng sinh, chiếc tàu sân bay đi đến ngoài khơi vào ngày 28 tháng 12, sẵn sàng tung máy bay trực thăng ra một khi thời tiết cho phép. Tuy nhiên, vào ngày 29 tháng 12, một máy bay C-47 trang bị càng đáp bằng ván trượt và bộ rocket hỗ trợ cất cánh đã hạ cánh trên băng giải cứu được những người gặp nạn.
Saipan sau đó quay trở về Norfolk, về đến nơi vào ngày 31 tháng 12. Nó lại lên đường vào ngày 28 tháng 1, 1949 để hướng xuống phía Nam, và thực hành huấn luyện tại khu vực phụ cận vịnh Guantánamo, Cuba cho đến tháng 3 và quay trở về Hampton Roads vào ngày 10 tháng 3. Từ ngày 11 đến ngày 19 tháng 3, nó hoạt động cùng Lực lượng Phát triển Chiến thuật, tiếp nối bằng một chuyến đi huấn luyện hải quân dự bị đến Canada. Đến cuối tháng 5, chiếc tàu sân bay lại hoạt động cùng Lực lượng Phát triển Chiến thuật, rồi một chuyến đi huấn luyện hải quân dự bị khác ba tháng sau đó, và một lượt huấn luyện chuẩn nhận hạ cánh tàu sân bay cho phi công thuộc Hải quân Hoàng gia Canada.
Từ tháng 11, 1949 đến tháng 3, 1951, Saipan tiếp tục hoạt động dọc theo vùng bờ Đông từ Virginia Capes. Nó khởi hành vào ngày 6 tháng 3, 1951 trong vai trò soái hạm của Đội tàu sân bay 14 để hoạt động cùng Đệ lục Hạm đội trong ba tháng; nó hoạt động tại khu vực Tây Địa Trung Hải cho đến cuối tháng 5, khi nó lên đường quay trở về Hoa Kỳ, về đến vào ngày 8 tháng 6. Nó tiếp nối những hoạt động huấn luyện và thực tập thường lệ cùng Đệ nhị Hạm đội dọc theo bờ biển Đại Tây Dương trong hơn hai năm tiếp theo. Phạm vi hoạt động trải rộng từ Greenland cho đến vùng biển Caribe, được xen kẻ bởi những chuyến đi thực tập vào mùa Hè các năm 1952 và 1953 dành cho học viên sĩ quan.
Vào tháng 10, 1953, Saipan rời vùng bờ Đông để đi sang khu vực Thái Bình Dương qua ngã kênh đào Panama. Nó đi đến San Diego vào ngày 30 tháng 10, và tiếp tục hành trình ngang qua Trân Châu Cảng và Yokosuka, Nhật Bản để đến vùng biển Triều Tiên, sau khi Chiến tranh Triều Tiên đã chấm dứt nhờ đạt được một thỏa thuận ngừng bắn. Chiếc tàu sân bay gia nhập Lực lượng Đặc nhiệm 95, thực hiện các phi vụ khảo sát và trinh sát hình ảnh dọc theo bờ biển, và tuần tra giám sát các đảo phía Nam vĩ tuyến 38. Đến tháng 1, 1954, nó hộ tống cho các tàu LST của Nhật Bản vận chuyển những cựu tù binh Trung Quốc từ Inchon đi đến Đài Loan. Sang tháng 2, nó tham gia thực tập đổ bộ tại vùng biển quần đảo Ryūkyū trước khi quay trở lại Inchon sẵn sàng cho việc triệt thoái binh lính Ấn Độ làm nhiệm vụ gìn giữ hòa bình rút lui khỏi Bàn Môn Điếm khi cần thiết. Sang tháng 3, nó tham gia một cuộc thực tập đổ bộ tại khu vực quần đảo Bonin.
Saipan sau đó quay trở lại Nhật Bản, nhưng thay vì hoạt động tuần tra giám sát ngừng bắn, nó nhận lên tàu 25 máy bay tấn công AU-1 Corsair và năm máy bay trực thăng Sikorsky H-19A tại Yokosuka, rồi lên đường hướng sang Việt Nam. Vào ngày 18 tháng 4, phi công thuộc Phi đội VMA-324 cho cất cánh những máy bay AU-1 để hạ cánh tại Tourane (nay là Đà Nẵng), để hỗ trợ cho lực lượng Pháp trong trận Điện Biên Phủ, giai đoạn cuối cùng của cuộc Chiến tranh Đông Dương; những máy bay này được chuyển giao cho quân đội Pháp. Sau đó bản thân con tàu tiến vào cảng Đà Nẵng để chất dỡ phụ tùng và nhân sự bảo trì, rồi lên đường đi Manila, Philippines.
Đến ngày 20 tháng 4, Saipan bàn giao những máy bay trực thăng cho nhân sự Không quân tại Philippines, và đến cuối tháng đó lại tiếp nối các hoạt động tuần tra ngoài khơi bờ biển Triều Tiên. Con tàu đi đến Sasebo vào ngày 8 tháng 5, và ở lại cảng này cho đến ngày 24 tháng 5. Sang ngày hôm sau, nó lên đường để quay trở về Hoa Kỳ qua ngã kênh đào Suez, hoàn tất chuyến đi vòng quanh thế giới khi về đến Norfolk vào ngày 20 tháng 7.

### Vùng bờ Đông và khu vực Caribe
Vào tháng 10, 1954, sau khi cơn bão Hazel quét qua suốt khu vực Đại Antilles, tàn phá nhiều vùng thuộc các nước Haiti và Cộng hòa Dominica trên đảo Hispaniola, Saipan lập tức lên đường đi sang khu vực biển Caribe để làm nhiệm vụ cứu nạn. Từ ngày 13 đến ngày 20 tháng 10, nó chuyển giao thực phẩm, hàng cứu trợ y tế và nhân sự cứu nạn đến các khu vực bị cô lập tại Haiti, rồi quay trở về Norfolk.
Saipan đi vào Xưởng hải quân Norfolk từ ngày 1 tháng 11 để đại tu, và sau khi hoàn tất nó thực hiện một chuyến đi đến vùng biển Caribe vào tháng 4, 1955. Sang tháng 6, nó chuyển sang hoạt động huấn luyện phi công tại Pensacola, Florida, tham gia huấn luyện chuẩn nhận cho phi công tàu sân bay. Đến cuối tháng 9, con tàu lại được phái sang Mexico, một lần nữa làm công tác trợ giúp khắc phục thiên tai sau một cơn bão lớn. Từ ngày 1 đến ngày 9 tháng 10, máy bay trực thăng của nó đã giúp di tản những người sống sót, vận chuyển nhân viên cứu nạn, phân phối thực phẩm, nước và tiếp liệu y tế, chủ yếu đến vùng Tampico bị ngập lụt. Chiếc tàu sân bay quay trở về Pensacola vào ngày 12 tháng 10, và ở lại đây cho đến tháng 4, 1957. Con tàu được chuyển đến Bayonne, New Jersey, nơi nó bắt đầu đại tu để ngừng hoạt động, và được cho xuất biên chế vào ngày 3 tháng 10, 1957.

### Được cải biến
Được xếp lại lớp như một tàu vận chuyển máy bay với ký hiệu lườn AVT-6 vào ngày 15 tháng 5, 1959, Saipan tiếp tục nằm trong thành phần của Hạm đội Dự bị Đại Tây Dương cho đến tháng 3, 1963. Nó được chuyển đến xưởng tàu của hãng Alabama Dry Dock and Shipbuilding Co. tại Mobile, Alabama để bắt đầu cải biến thành một tàu chỉ huy. Được tạm thời xếp lớp với ký hiệu CC-3, nó lại được xếp lớp như một tàu chuyển tiếp liên lạc AGMR-2 vào ngày 1 tháng 9, 1964 trong khi vẫn đang trong quá trình cải tiến. Đến ngày 8 tháng 4, 1965, con tàu được đổi tên thành Arlington, nhằm vinh danh quận Arlington, Virginia, nơi đặt một trong những trạm vô tuyến đầu tiên của Hải quân. Việc sửa đổi hoàn tất vào ngày 12 tháng 8, 1966, và Arlington (AGMR-2) đi đến Norfolk, nơi nó được cho tái biên chế vào ngày 27 tháng 8 năm 1966.
Việc tiếp tục trang bị và thử nghiệm kéo dài cho đến hết năm đó, và sang tháng 1, 1967, Arlington thực hiện chuyến đi chạy thử máy tại vùng biển Caribe. Nó lên đường đi sang vịnh Biscay trong tháng 2 và thực tập tại vùng biển Bắc Âu trước khi quay trở Norfolk về vào tháng 3. Con tàu lại có chuyến đi đến khu vực Caribe vào tháng 4, và sau khi quay trở về khu vực Hampton Roads, nó chuẩn bị để được biệt phái sang khu vực Tây Thái Bình Dương.

### Chiến tranh Việt Nam
Rời vào ngày 7 tháng 7, Arlington băng qua kênh đào Panama để tiếp tục đi ngang qua Trân Châu Cảng và Yokosuka để đi đến vịnh Subic, Philippines, nơi nó luân phiên cùng tàu chuyển tiếp liên lạc Annapolis (AGMR-1) để trực chiến ngoài khơi Việt Nam. Trong lượt tuần tra đầu tiên trong vịnh Bắc Bộ từ ngày 21 tháng 8 đến ngày 18 tháng 9, nó cung cấp dịch vụ chuyển tiếp thông tin đến các tàu chiến thuộc Đệ Thất hạm đội để hỗ trợ cho các hoạt động tác chiến, cũng như giúp cho các tàu chiến sử dụng có hiệu quả các thiết bị điện tử. Quay trở lại Philippines sau lượt tuần tra đầu tiên, nó được trang bị những ăn-ten liên lạc vệ tinh mới, rồi đến ngày 2 tháng 10 đã rời vịnh Subic để đi sang Đài Loan.

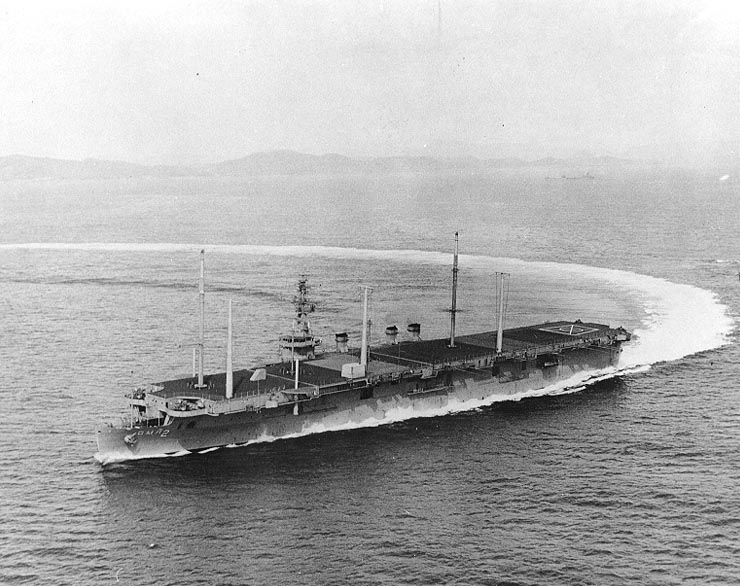
USS Arlington (AGMR-2), năm 1967.

Ở lại Đài Loan chỉ trong ba ngày, Arlington đi đến vịnh Bắc Bộ, nơi nó tiếp nối vai trò chuyển tiếp liên lạc. Đến cuối tháng 10, nó di chuyển xuống phía Nam để hỗ trợ thông tin liên lạc cho các tàu chiến tham gia Chiến dịch Market Time ngoài khơi Nam Việt Nam. Sau 34 ngày trực chiến, nó trải qua năm ngày tại Hong Kong, rồi quay trở lại vịnh Subic và tiếp tục đi đến vịnh Bắc Bộ vào đầu tháng 12 cho lượt tuần tra thứ ba tại trạm Yankee ngoài khơi Bắc Việt Nam. Nó rời khu vực vào ngày 27 tháng 12 để hướng lên phía Bắc, và đi đến Yokosuka vào ngày 4 tháng 1, 1968.
Arlington rời Yokosuka vào ngày 19 tháng 1 để quay trở lại vịnh Bắc Bộ, đi đến Trạm Yankee vào ngày 24 tháng 1, nhưng lại lên đường hai ngày sau đó để tham gia cuộc tập trận trong biển Nhật Bản trước khi quay trở lại Trạm Yankee. Trực chiến từ ngày 13 tháng 2 đến ngày 10 tháng 3, nó đi đến Yokosuka vào ngày 14 tháng 3 và ở lại cảng này cho đến ngày 3 tháng 4, rồi quay trở lại hoạt động trong vịnh Bắc Bộ từ ngày 10 tháng 4. Một lượt viếng thăm Sydney, Australia được tiếp nối sau đó, nhưng nó quay trở lại vị trí trực chiến vào giữa tháng 6, rồi viếng thăm Hong Kong từ ngày 20 đến ngày 22 tháng 7 trước khi lên đường đi Yokosuka.
Từ cuối tháng 8 đến giữa tháng 11, Arlington hoàn tất thêm hai lượt phục vụ tại trạm Yankee, và sang đầu tháng 12 nó lên đường đi Trân Châu Cảng để tiến hành những thử nghiệm liên lạc. Nó rời khu vực Hawaii vào ngày 18 tháng 12 để tham gia Lực lượng Đặc nhiệm 130 làm nhiệm vụ thu hồi những tàu không gian có người lái tại vùng biển Thái Bình Dương. Hoạt động như tàu chuyển tiếp liên lạc chủ yếu tại khu vực hạ cánh, nó đã tham gia hoạt động thu hồi tàu Apollo 8 trước khi quay trở về Trân Châu Cảng vào ngày 29 tháng 12. Chỉ hai ngày sau đó, con tàu lên đường hướng đến Philippines, và vào ngày 17 tháng 11, 1969 lại tiếp tục vai trò hỗ trợ liên lạc trực tiếp cho các đơn vị hải quân trong vịnh Bắc Bộ. Nó rời trạm Yankee vào ngày 6 tháng 2 để được bảo trì tại Yokosuka, rồi hoạt động tại khu vực phía Nam Nhật Bản và quần đảo Ryūkyū cho đến cuối tháng 3, khi nó ghé qua Hong Kong trên đường quay trở lại Việt Nam.
Trong khi tiếp tục phục vụ tại Trạm Yankee từ ngày 6 đến ngày 14 tháng 4, Arlington vẫn tiến hành thử nghiệm những thiết bị liên lạc phục vụ cho Chương trình Apollo, rồi lên đường vào ngày 15 tháng 4 để quay trở về Trân Châu Cảng. Nó về đến quần đảo Hawaii vào ngày 2 tháng 5 và gia nhập Lực lượng Đặc nhiệm 130. Được phân công tàu chuyển tiếp liên lạc tại khu vực thu hồi chính, nó rời Trân Châu Cảng vào ngày 11 tháng 5 để đi đến địa điểm dự định thu hồi tàu Apollo 10, khoảng 2.400 mi (3.900 km) về phía Nam Hawaii. Tàu không gian được thu hồi thành công vào ngày 26 tháng 5, và các con tàu tham gia quay trở về Hawaii. Con tàu tiếp tục đi đến Midway, nơi nó phục vụ liên lạc cho cuộc hội nghị giữa Tổng thống Richard Nixon và Tổng thống Nam Việt Nam Nguyễn Văn Thiệu vào ngày 8 tháng 6. Sau khi kết thúc hội nghị, con tàu lên đường vào ngày hôm sau để hướng sang phía Tây.
Quay trở lại để hoạt động tại vùng biển ngoài khơi Việt nam vào ngày 27 tháng 6, Arlington lại được lệnh đi đến khu vực Trung tâm Thái Bình Dương vào ngày 7 tháng 7, lượt phục vụ thứ ba trong khuôn khổ Chương trình Apollo. Đi đến khu vực thu hồi vào ngày 21 tháng 7, nó tiến hành thử nghiệm thiết bị liên lạc trước khi đi đến khu vực đảo Johnston vào ngày hôm sau, và sang ngày tiếp theo đã đón tiếp Tổng thống Nixon lên tàu. Nó phục vụ cho việc thu hồi tàu không gian Apollo 11 vào ngày 24 tháng 7, sau chuyến bay lịch sử lần đầu tiên đưa con người đặt chân lên mặt trăng; và với tàu không gian và phi hành đoàn an toàn trên tàu, nó quay trở lại Hawaii.
Arlington về đến cảng nhà Long Beach, California vào ngày 21 tháng 8, rồi lại lên đường bốn ngày sau đó để đi đến San Diego, nơi con tàu được chuẩn bị để ngừng hoạt động. Nó được cho xuất biên chế vào ngày 14 tháng 1, 1970, và neo đậu cùng Hạm đội Dự bị tại San Diego cho đến khi được rút tên khỏi danh sách Đăng bạ Hải quân vào ngày 15 tháng 8, 1975. Con tàu bị bán để tháo dỡ vào ngày 1 tháng 6, 1976.

## Phần thưởng[2]
| Bronze star |                                         |  |
|             | Bronze star                             |  |
|             | Silver star · Bronze star · Bronze star |  |
|             |                                         |  |

| Đơn vị Tuyên Dương Anh dũng với 1 Ngôi sao Chiến trận | Đơn vị Tuyên Dương Anh dũng với 1 Ngôi sao Chiến trận           | Huân chương Chiến thắng Thế Chiến II                            | Huân chương Chiến thắng Thế Chiến II                  |
| Huân chương Phục vụ Chiếm đóng Hải quân               | Huân chương Phục vụ Phòng vệ Quốc gia với 1 Ngôi sao Chiến trận | Huân chương Phục vụ Phòng vệ Quốc gia với 1 Ngôi sao Chiến trận | Huân chương Phục vụ Triều Tiên                        |
| Huân chương Viễn chinh Lực lượng Vũ trang             | Huân chương Phục vụ Việt Nam với 7 Ngôi sao Chiến trận          | Huân chương Phục vụ Việt Nam với 7 Ngôi sao Chiến trận          | Huân chương Anh Dũng Bội Tinh (Việt Nam Cộng Hòa)     |
| Huân chương Liên Hợp Quốc Phục vụ Triều Tiên          | Huân chương Chiến dịch Bội Tinh (Việt Nam Cộng Hòa)             | Huân chương Chiến dịch Bội Tinh (Việt Nam Cộng Hòa)             | Huân chương Phục vụ Chiến tranh Triều Tiên (Hàn Quốc) |

## Bộ sưu tập

Quá trình hoạt động USS Saipan
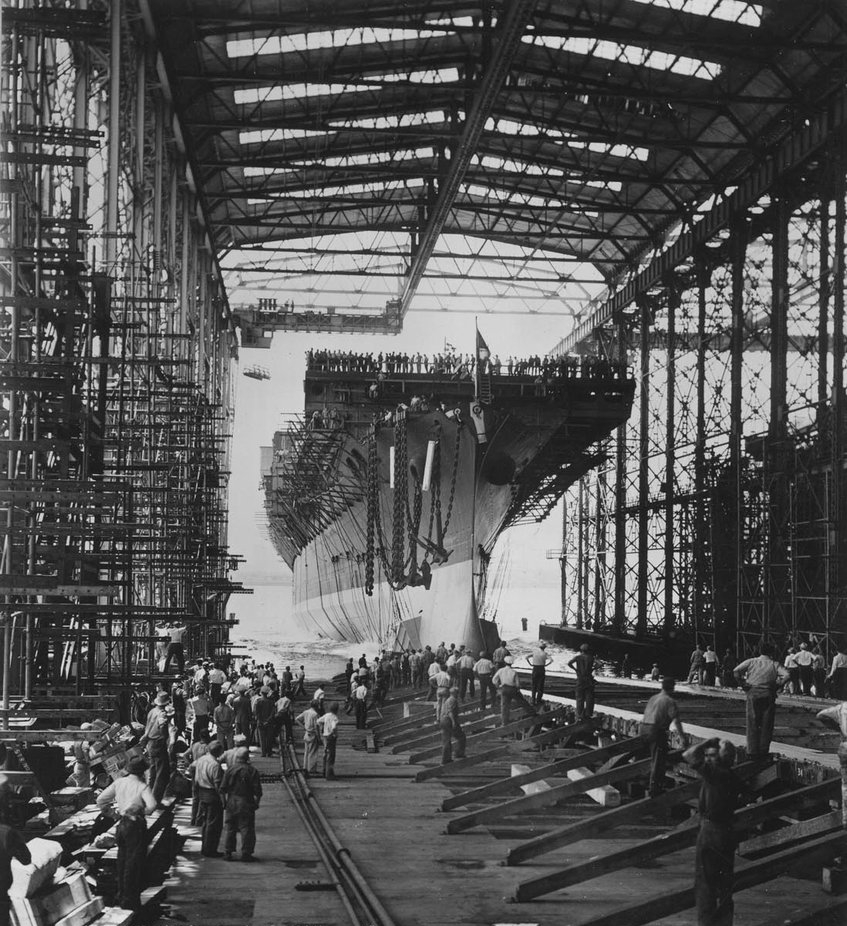
USS Saipan được hạ thủy tại xưởng tàu New York Shipbuilding Corporation, 8 tháng 7, 1945.
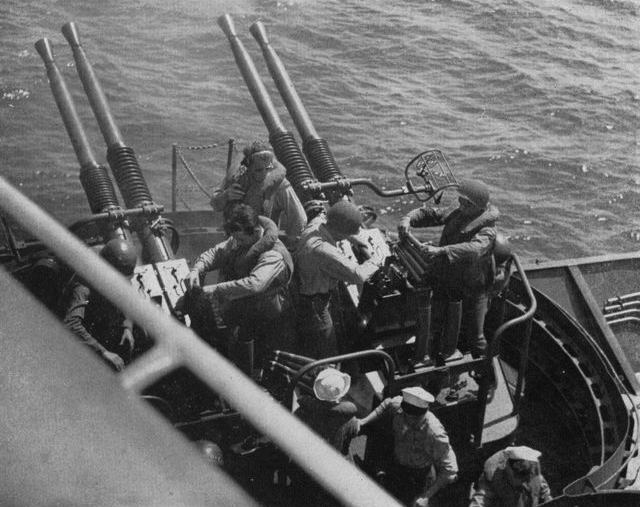
Pháo phòng không Bofors 40 mm đang khai hỏa trên USS Saipan, khoảng năm 1946.
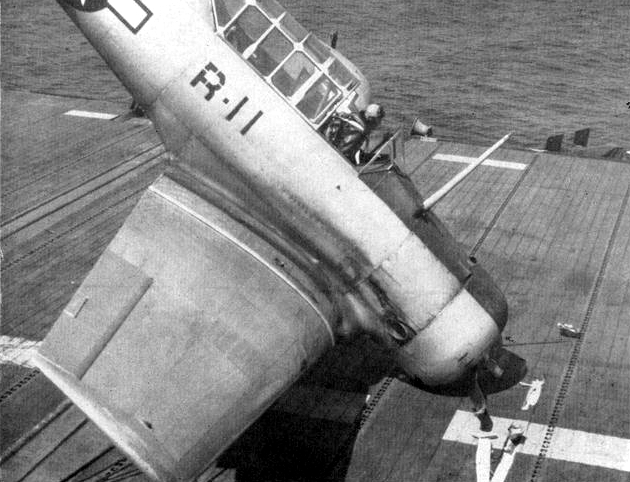
North American T-6 Texan bị rơi trên USS Saipan Saipan, năm 1946.
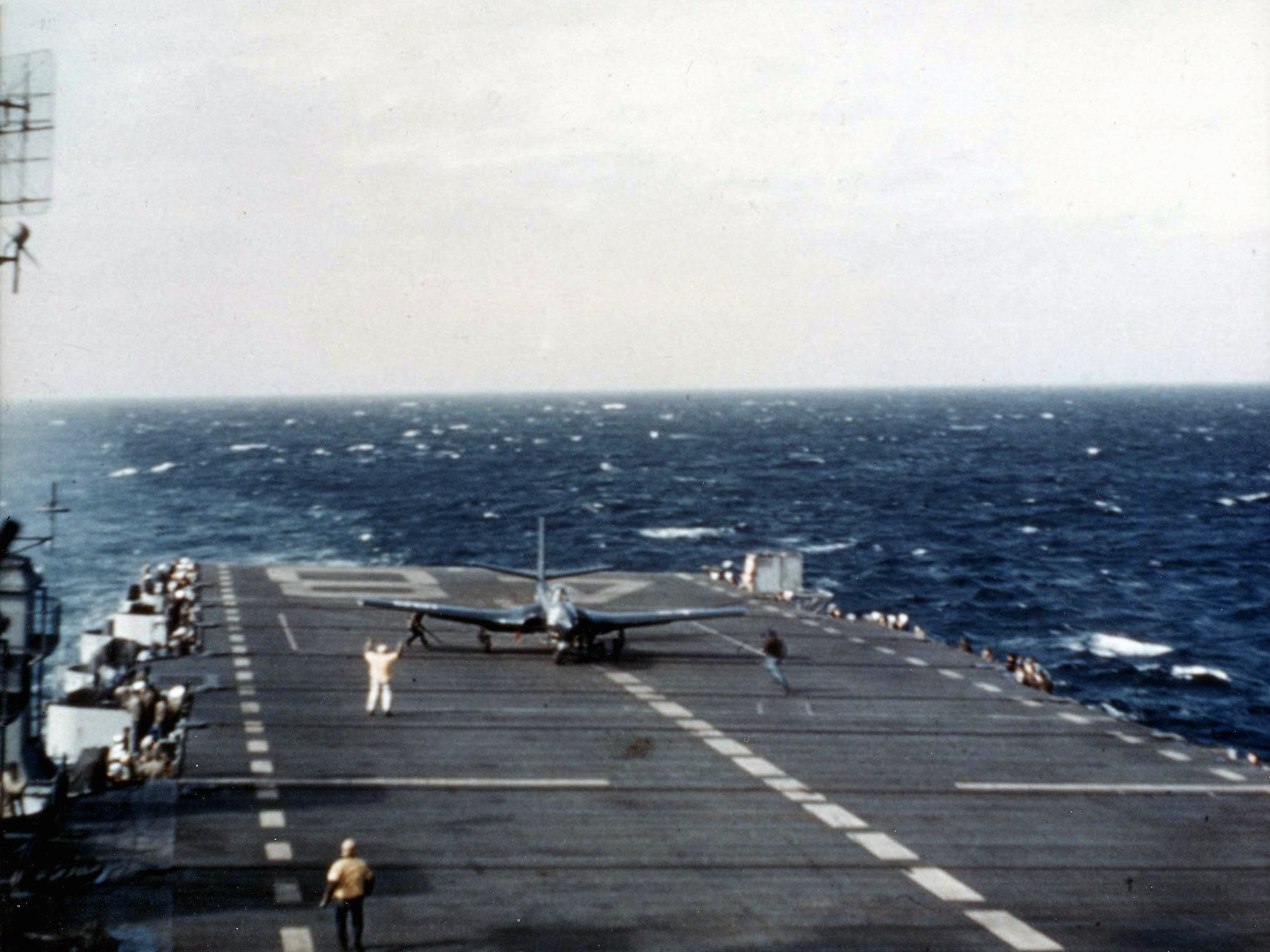
FH-1 Phantom hạ cánh trên USS Saipan, năm 1948.
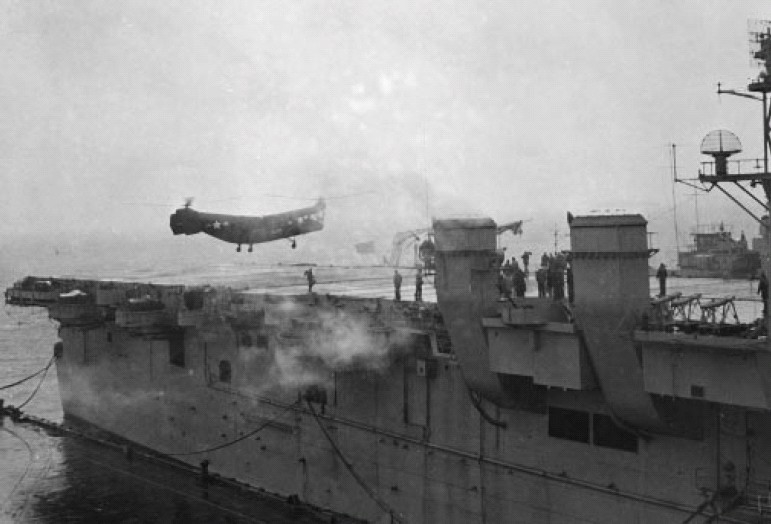
Piasecki HRP-1 hạ cánh trên USS Saipan, năm 1948.
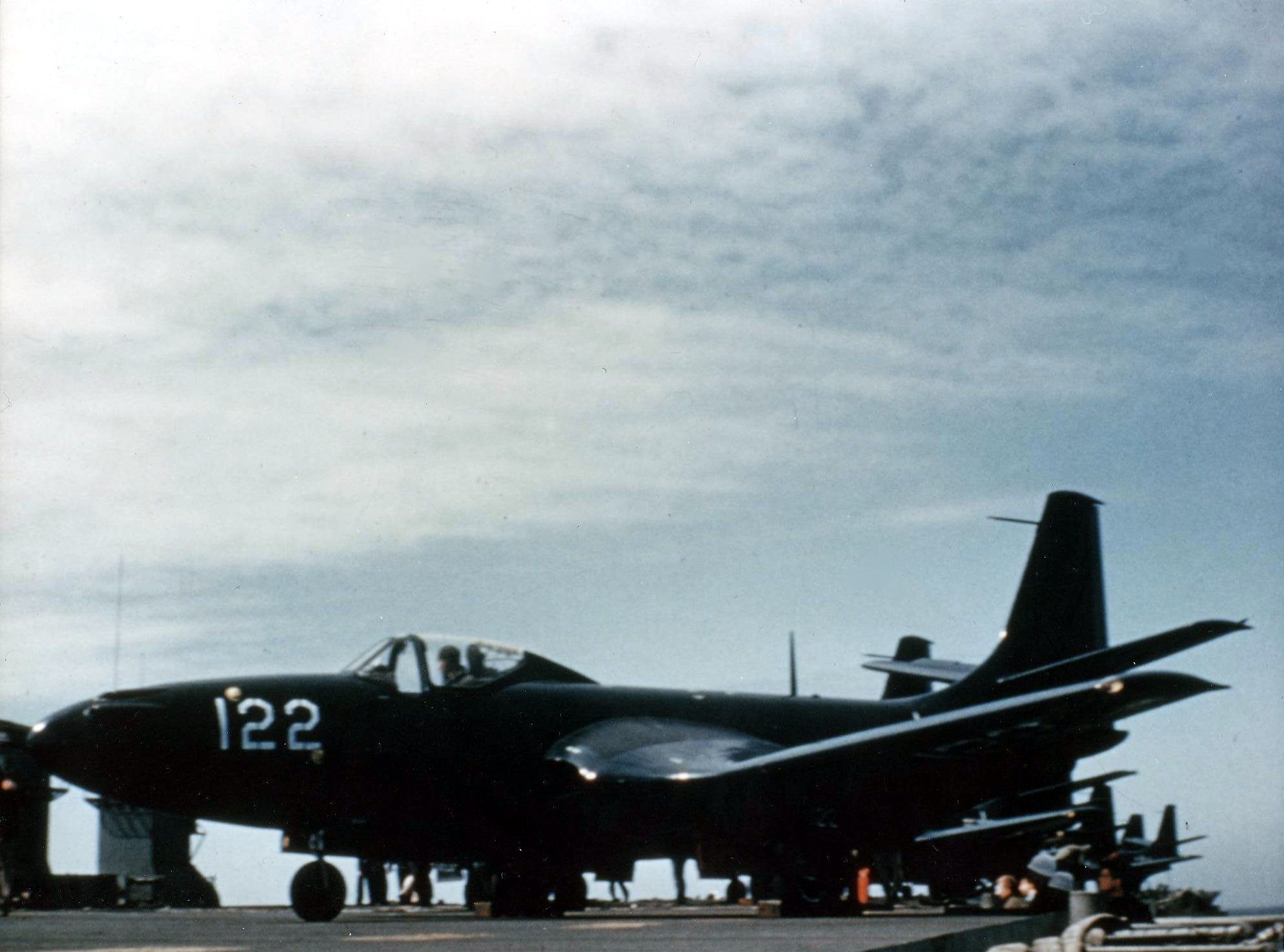
FH-1 Phantom trên USS Saipan, năm 1948.
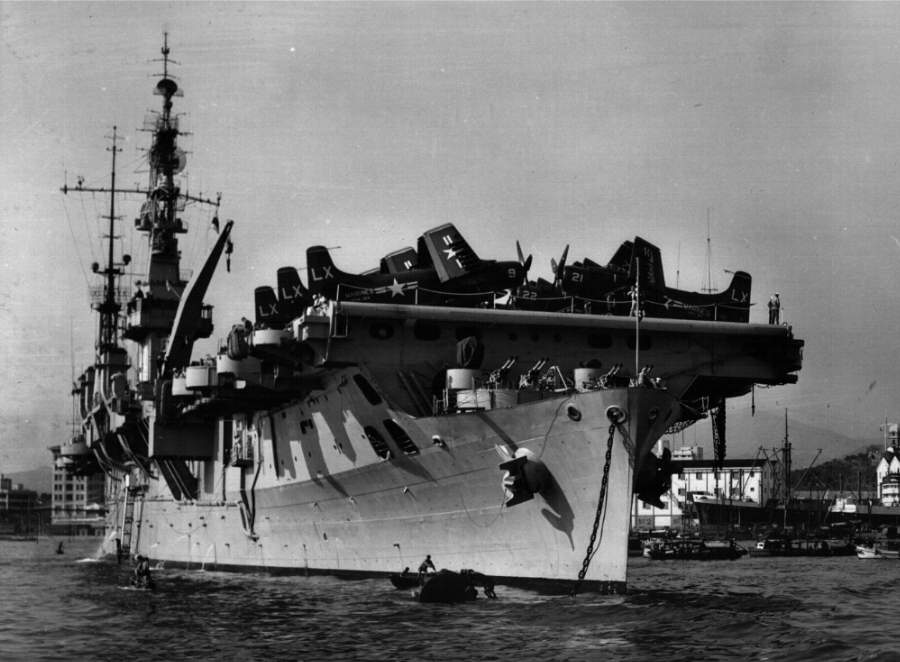
USS Saipan tại Hong Kong, tháng 2, 1954.
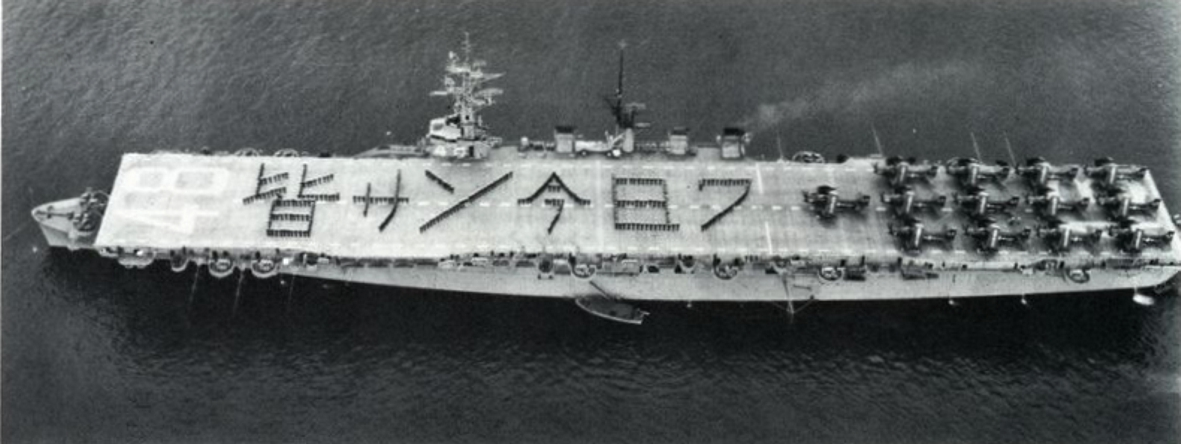
USS Saipan tại Nagasaki, Nhật Bản, tháng 5, 1954.
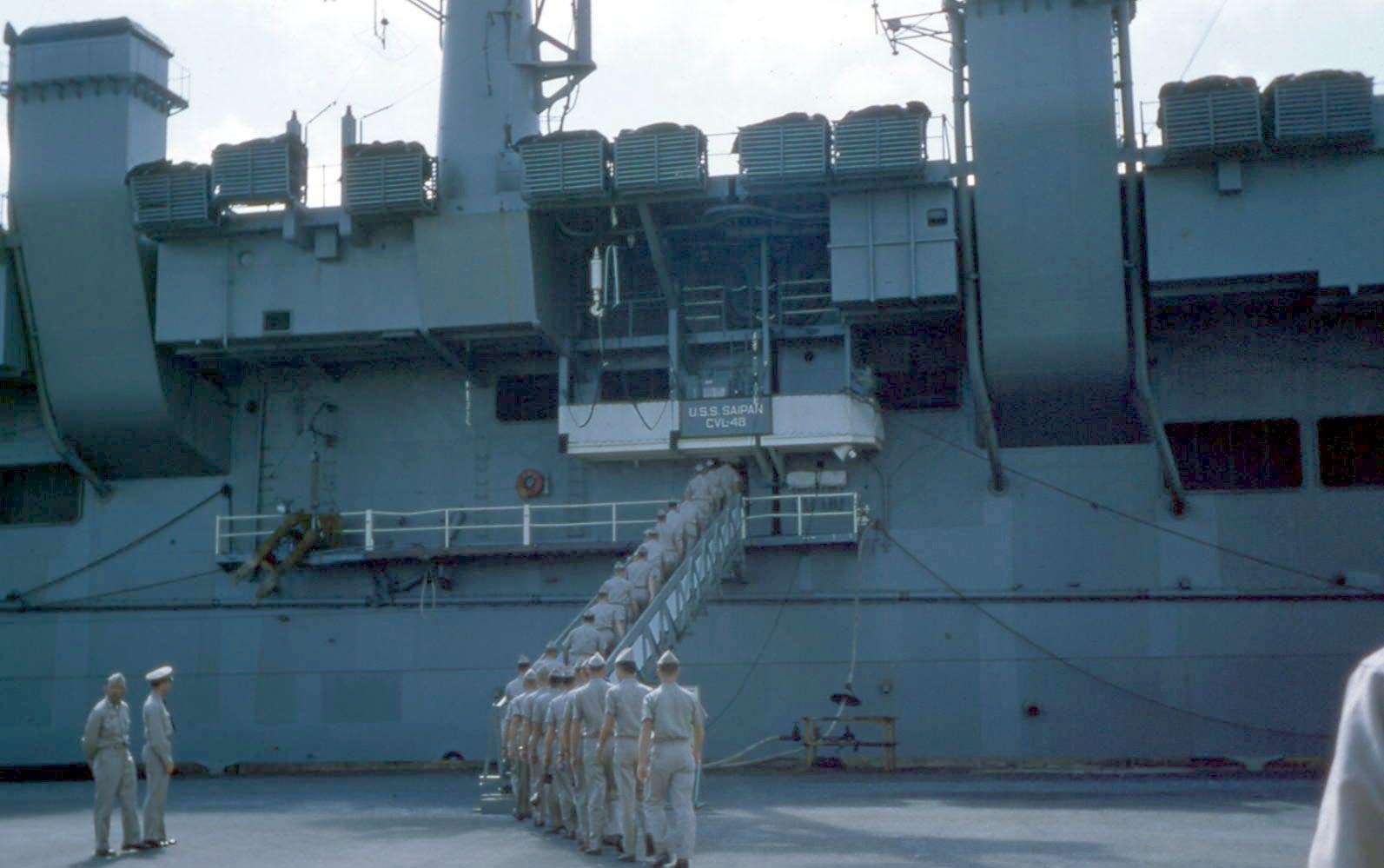
Học viên tham quan USS Saipan, cảng Pensacola, Florida, năm 1956
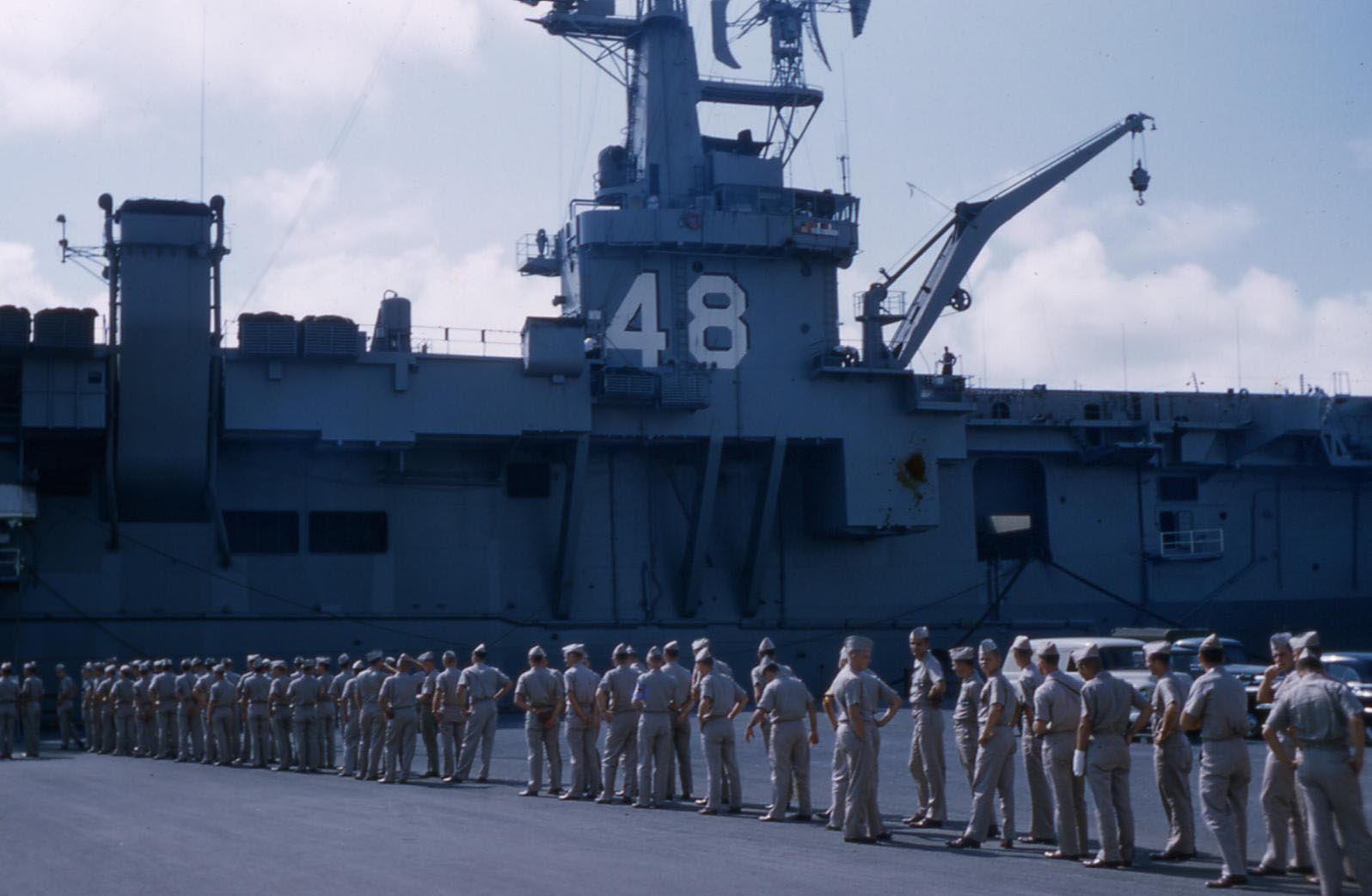
USS Saipan (CVL-48), năm 1956
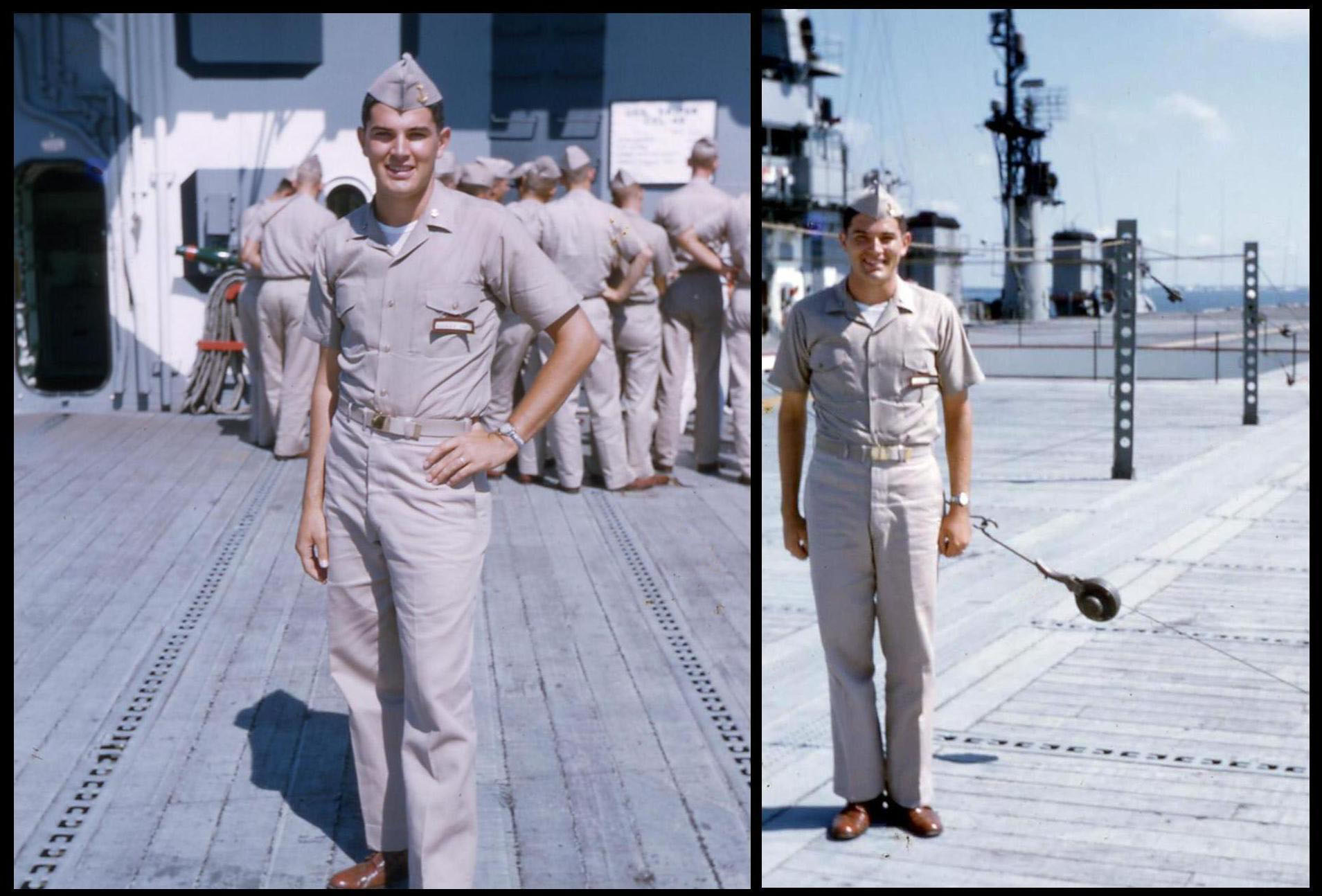
Học viên phi công dự khóa huấn luyện trước khi bay trên tàu, năm 1956
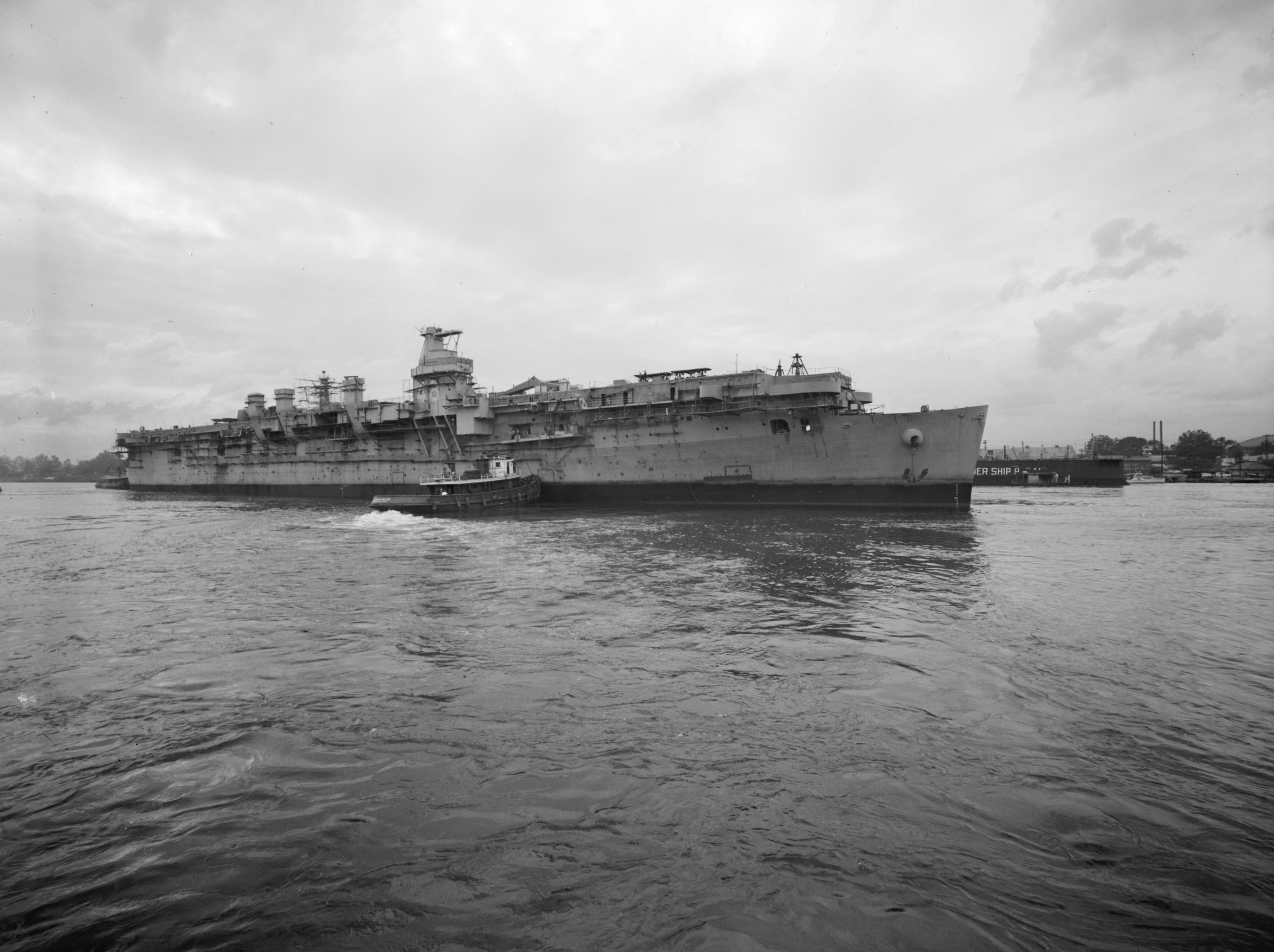
USS Saipan đang được tái trang bị để phục vụ, năm 1963.
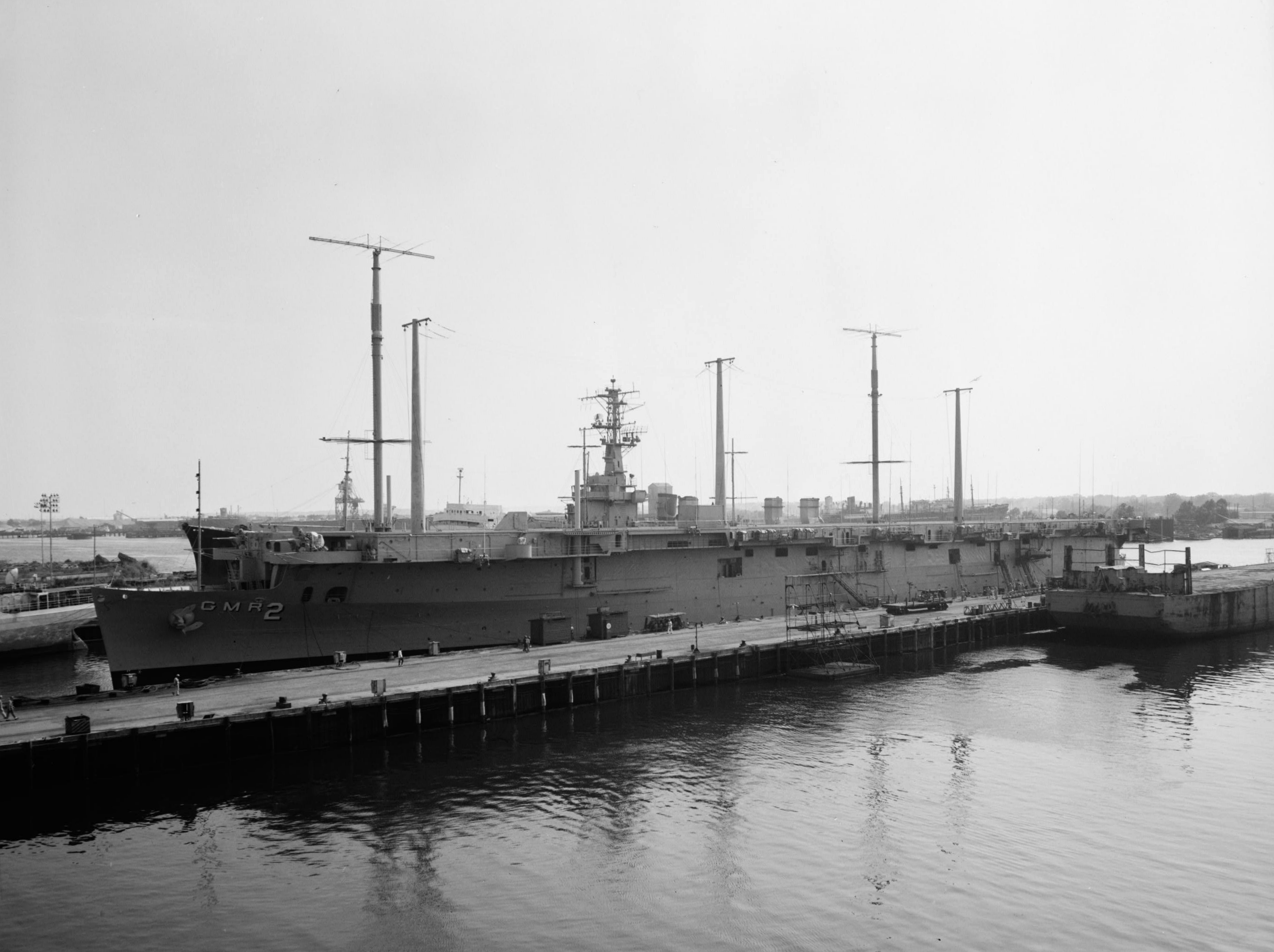
USS Arlington (AGMR-2) trong cảng, khoảng năm 1966.